# Salzbourg
« Salzburg » redirige ici.  Pour la commune allemande, voir Salzburg (Allemagne). Pour les autres significations, voir Salzburg (homonymie).

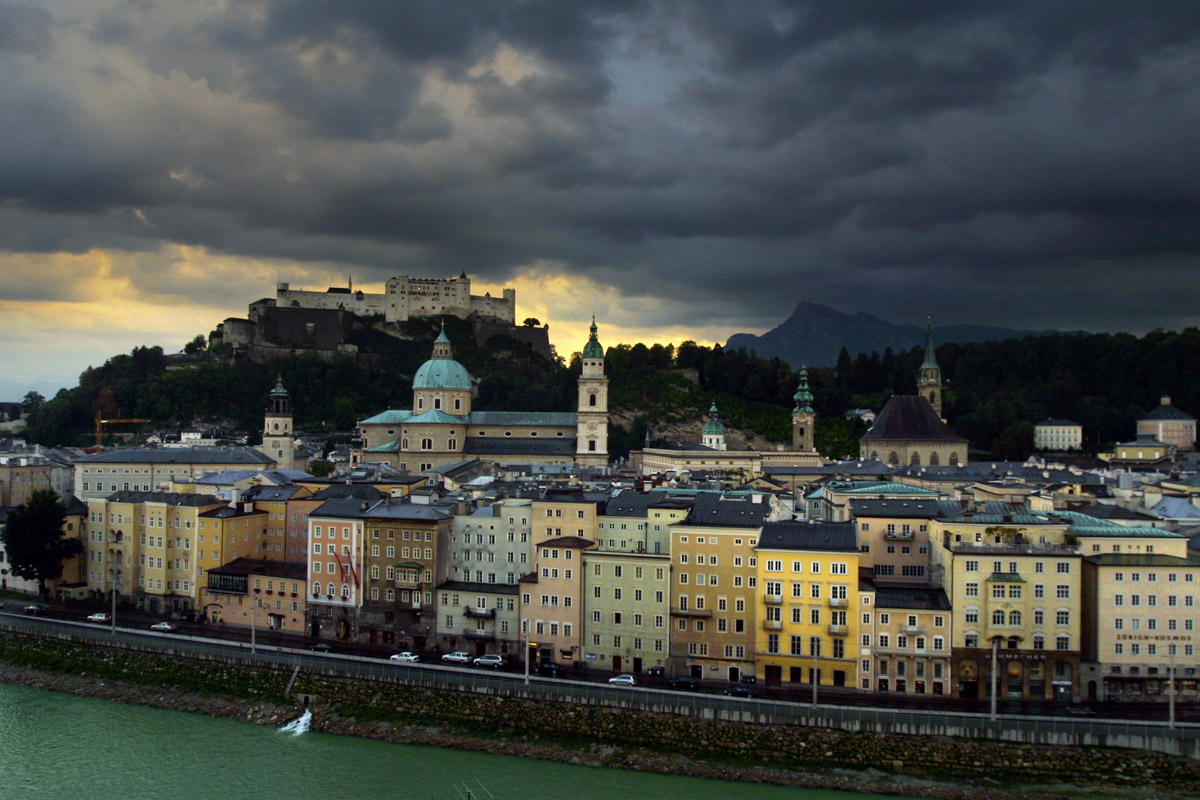
Vue de la ville. Au centre, la cathédrale Saint-Rupert de Salzbourg et la forteresse de Hohensalzburg (en arrière).

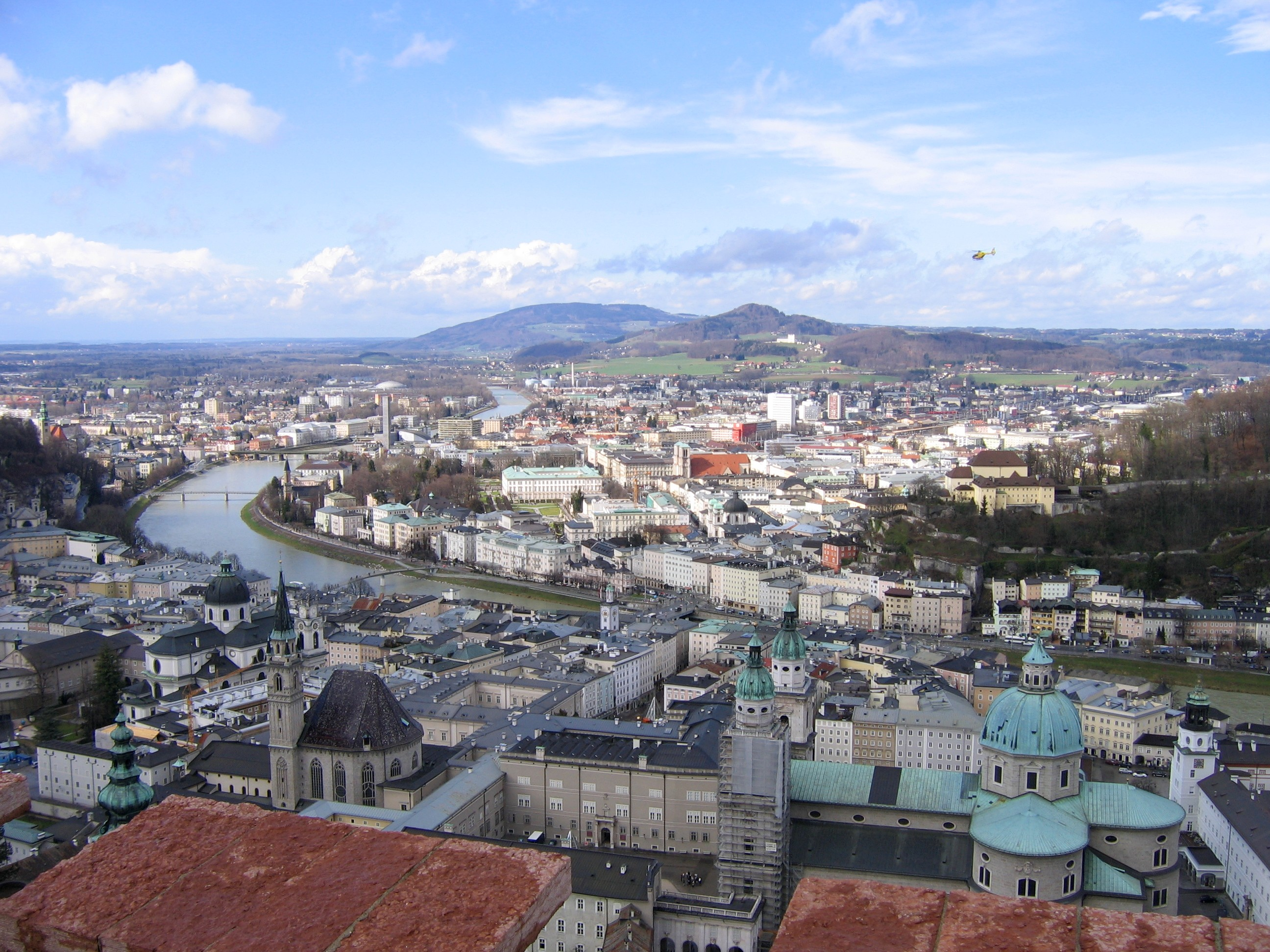
Vue sur Salzbourg (position forteresse de Hohensalzbourg) direction nord. À droite, la cathédrale Saint-Rupert de Salzbourg. En arrière (centre), le Plainberg et le Hochgitzen (à gauche).

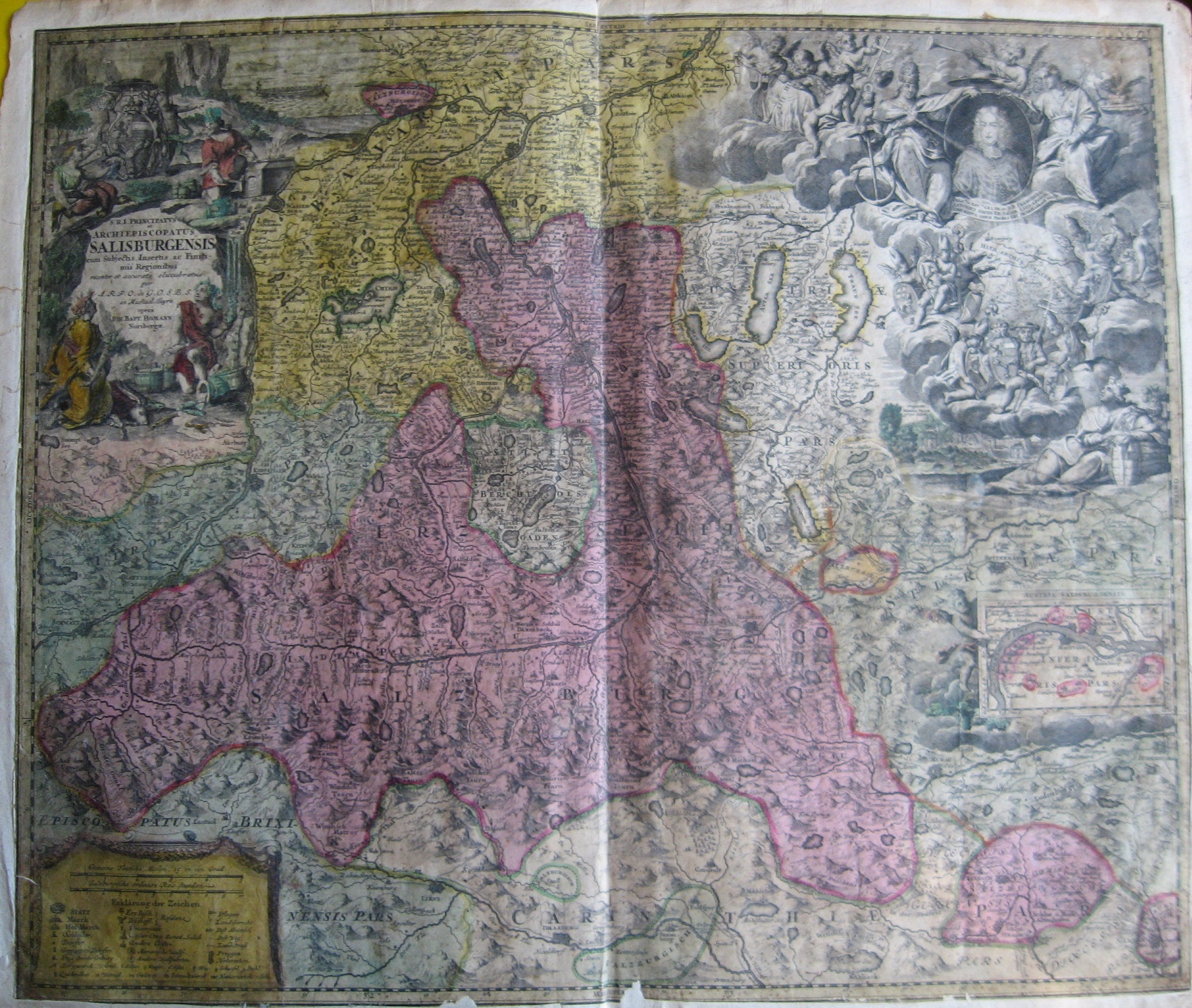
Archevêché de Salzbourg, c. 1715. (couleur rose).

Salzbourg (prononcé, en français, [sals.buʁ] ; en allemand Salzburg [ˈzalt͡sbʊɐ̯k]  ; en bavarois Soizburg) est une ville autrichienne, capitale du Land de Salzbourg. Elle compte 159 108 habitants en 2022, constituant la quatrième ville d'Autriche après Vienne, Graz et Linz. La vieille ville est inscrite sur la liste du patrimoine mondial de l'UNESCO depuis 1996.
Située à la frontière allemande, la ville est célèbre pour avoir vu naître Mozart, dont elle prit le surnom de « Ville de Mozart » et donna son nom à son aéroport : l'Aéroport de Salzbourg-W.-A.-Mozart. Quant au festival de musique classique de Salzbourg, il est l'un des plus prestigieux au monde. La ville est enfin, du fait de sa situation géographique centrale en Europe, un point de passage d'importants axes routiers et ferroviaires ouest-est (Innsbruck-Salzbourg-Vienne), transalpins et nord-sud (Munich-Salzbourg-Villach).
La ville a connu plusieurs noms au cours de son Histoire. Les premières traces étymologiques attestées remontent à l'époque romaine, de vers 15 av. J.C. jusqu'à la fin de l'Empire romain, où elle s'appelle Iuvavum, même si elle est renommée Municipium Claudium Iuvavum sous Claude vers 45 ap. J.C. avant de retrouver son nom d'origine après sa mort. Son nom moderne est attesté pour la première fois en 755 avec l'évêché de Salzburg. Il se compose de deux mots du vieux haut allemand (Salz et Burg, littéralement « sel » et « château fort »). L'étymologie de son nom reste incertaine, la ville pourrait tenir son nom de la rivière qui l'arrose, la Salzach, et du château qui la domine (la forteresse de Hohensalzburg), et non pas, comme le voudrait une traduction trop littérale, du sel, sur le commerce duquel la cité, certes, bâtit en partie sa fortune, mais seulement après avoir reçu ce nom de la rivière Salzach (anciennement Salza), qui tient elle-même son nom du sel car la région regorge de mines de sel comme à Altaussee ou Hallstatt.

## Géographie

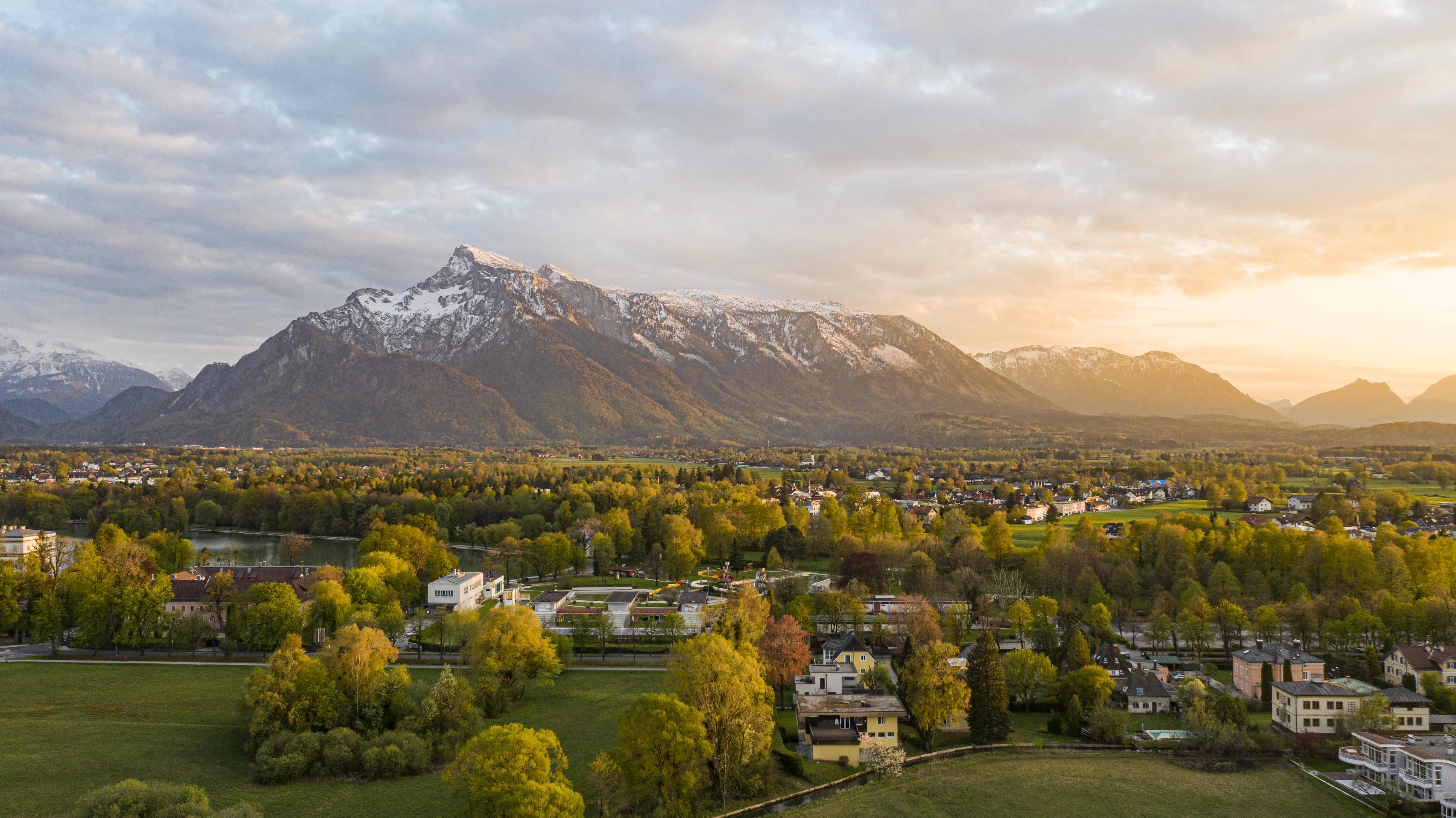
La montagen Unstersberg proche de la ville.

Située à la frontière austro-allemande, Salzbourg est traversée par la rivière Salzach. Bordée par les Alpes de Berchtesgaden, la montagne Untersberg située à 1 973 m est visible depuis la ville.

## Histoire
| Appartenances historiques Principauté archiépiscopale de Salzbourg 1328-1803 Électorat de Salzbourg 1803-1805 Empire d'Autriche 1805-1809 Royaume de Bavière 1809-1816 Empire d'Autriche 1816-1867 Autriche-Hongrie (Royaumes et pays représentés à la Diète d'Empire) 1867-1918 République d'Autriche allemande 1918-1919 Autriche 1919-1938 Autriche nazie 1938-1945 Autriche occupée 1945-1955 Autriche 1955-présent |

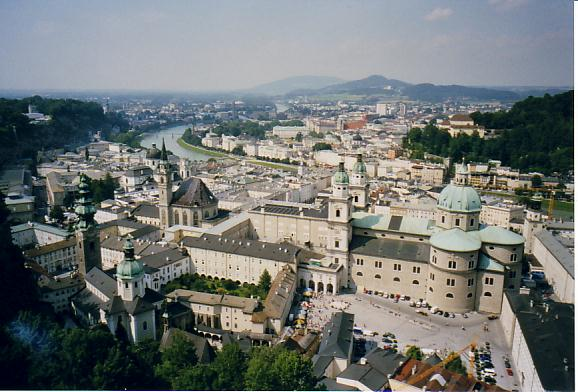
Vue de Salzbourg.

Vue du centre historique de Salzbourg avec la Forteresse de Hohensalzburg (à droite) et la Cathédrale Saint-Rupert de Salzbourg (centre). Avril 2017.

Les premières traces remontent au Néolithique. Mille ans avant Jésus-Christ, les Illyriens occupent le site[réf. nécessaire], habité depuis l'âge de la pierre polie. Les Celtes sont arrivés 400 ans plus tard. À partir de 15 av. J.-C., une ville se forme sur les rives de la Salzach. En 45, la ville s'appelle alors Iuvavum, elle appartient à l'empire romain et acquiert le droit municipal. Au Ve siècle un cloître y est aménagé. L'évêque Rupert von Worms (ou Rupert de Salzbourg) reçoit le reste de la ville en 699 en cadeau de la part du comte de Bavière. Il fonde l'abbaye Saint-Pierre. Le nom « Salzbourg » est évoqué pour la première fois en 755. La ville est depuis 739 le siège de l'évêché. Salzbourg devient une ville-État gouvernée par des princes-archevêques au XIIIe siècle.
En 1077, la forteresse de Hohensalzburg (Festung Hohensalzburg) est construite par le prince-archevêque Gebhard.
Au XVIIe siècle, la ville se « baroquise », notamment sous les princes-archevêques Wolf Dietrich von Raitenau, Markus Sittikus von Hohenems et Paris von Lodron. Le 31 octobre 1731, les protestants sont expulsés de la ville.
1803 marque la fin des règnes des princes-archevêques de Salzbourg. La ville est donnée en compensation du Grand-duché de Toscane à l'archiduc Ferdinand d'Autriche avant d'être annexée deux ans après à l'Autriche avec Berchtesgaden. Elle est rattachée à la Bavière en 1809, puis de nouveau réintégrée à l'Autriche sept années plus tard (après le Congrès de Vienne), ce que confirme en 1819 le recès de Francfort.
Vers 1860, la croissance de la ville déborde des fortifications.
Le 7 juin 1935, une décision de l'assemblée de Salzbourg permet l'agrandissement du territoire de la ville. Annexant les communes avoisinantes, elle passe d'une surface de 8,79 km2 à 24,9 km2 et voit sa population passer de 40 232 à 63 275 habitants.
Le 4 mai 1945, la ville est occupée par des unités du 15e corps de la 7e armée américaine.

## Monuments
La Salzach divise le centre-ville en deux parties. À l'est, la rue commerçante Linzergasse conduit au Kapuzinerberg, colline dominée par le couvent des Capucins (XVIIe siècle), puis conduit à l'église Saint-Sébastien et à son cimetière où sont enterrés la famille de Mozart et le médecin Paracelse.

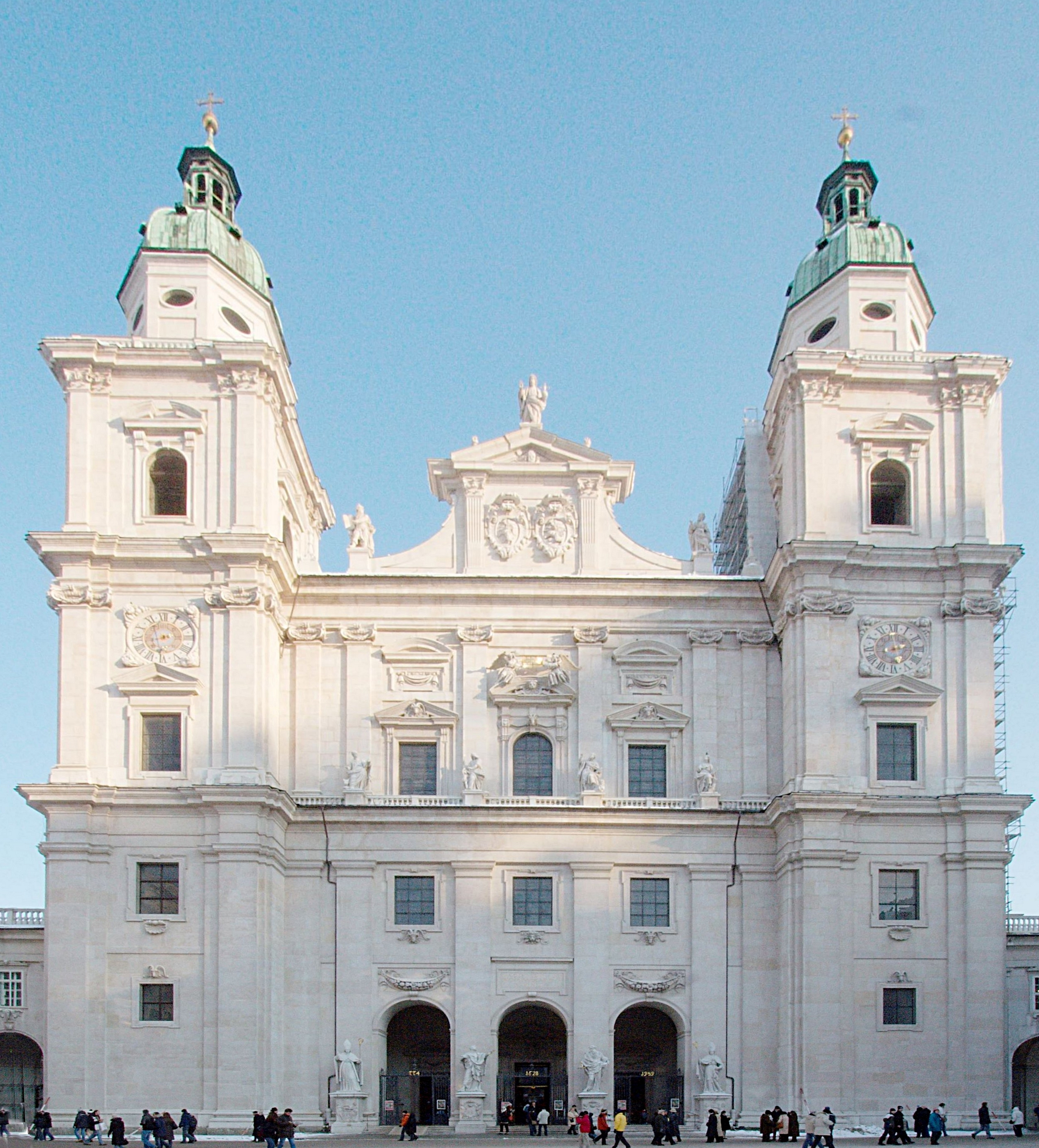
La façade de la Cathédrale de Salzbourg avec ses trois portails - Salzburger Dom.

Du côté ouest, entre la rivière Salzach et la colline Mönchsberg, se trouve la vieille ville qui est particulièrement intéressante, car elle a su préserver son caractère gothique flamboyant et baroque avec de nombreuses constructions des architectes Vincenzo Scamozzi et Santino Solari entre autres.
La cathédrale Saint-Rupert (Salzburger Dom) est une de leurs contributions. Elle était à l'origine romane (terminée en 774), mais elle a brûlé en 1598 et une nouvelle fut érigée au même emplacement entre 1614 et 1628 (style baroque).
L'abbaye bénédictine de Nonnberg, de style baroque, a inspiré le film La Mélodie du bonheur avec Julie Andrews.

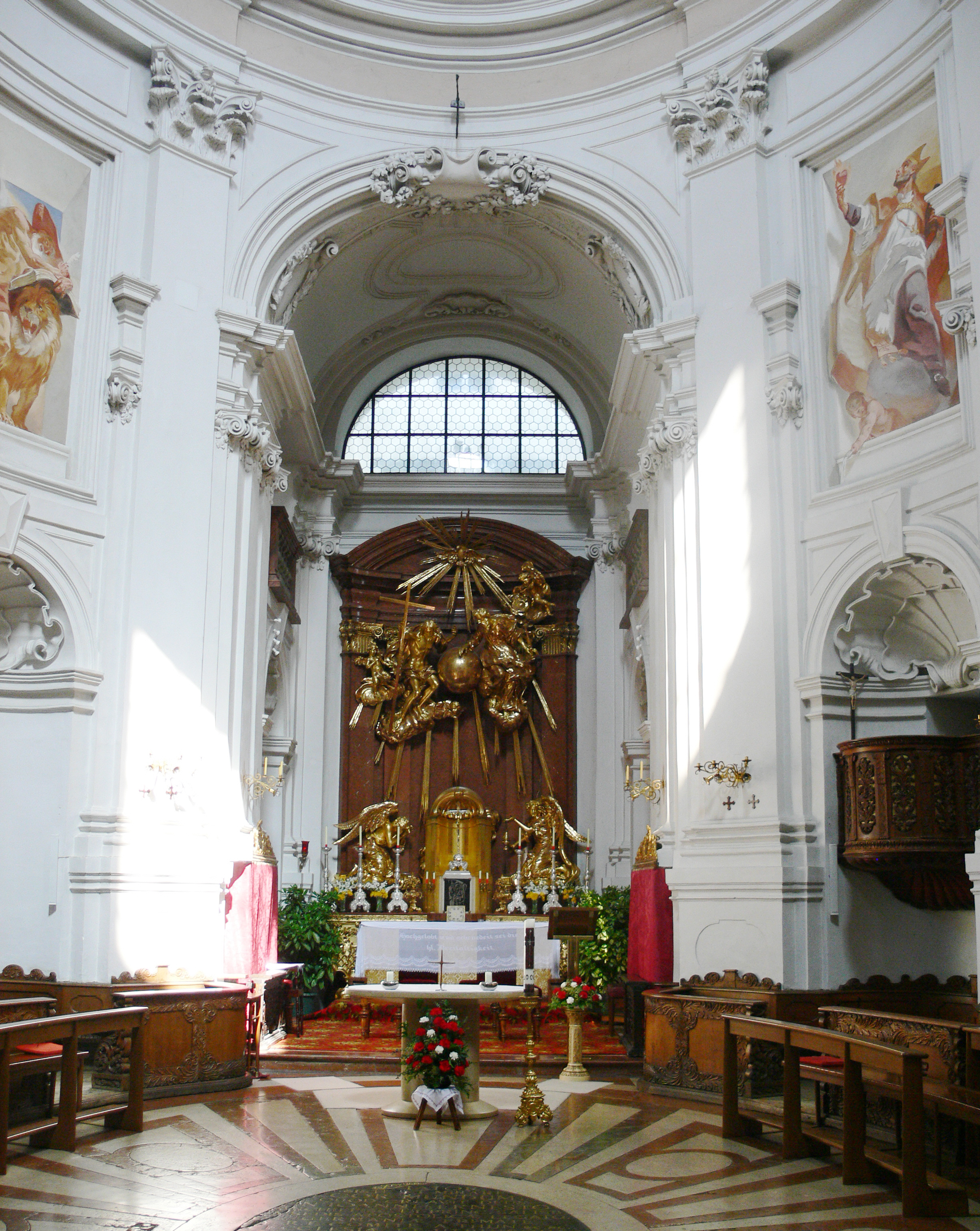
L'église de la Trinité : vue du maître-autel.

Parmi les places on trouve la Residenzplatz comprenant la Résidence, le Glockenspiel (jouant trois fois par jour, à 6, 11 et 18 h, une mélodie changeant chaque mois) et l'église Saint-Michel. L'Alter Marktest célèbre pour ses deux cafés (Tomaselli et Fürst). Il y a encore la Kapitelplatz (bâtiments du prince-archevêque), la Domplatz (place de la cathédrale) et l'Universitätsplatz (Kollegienkirche, faculté de théologie).

### Églises
Salzbourg est parfois surnommée « la ville aux cent églises ». Parmi les plus célèbres, on trouve l'abbaye bénédictine Saint-Pierre (fondée en 696 par l'évêque de Worms, saint Rupert, patron de la ville). Elle est bordée par le cimetière St Petersfriedhof, lui-même surplombé par des catacombes ; l'église franciscaine, à la fois gothique et romane, la Kollegienkirche (construite en 1708, place de l'université), l'église Saint-Michel (place de la résidence), etc. sont aussi de très belles œuvres vivantes. Des messes (avec orchestre, chœurs et solistes chaque dimanche) et des concerts y ont lieu chaque jour. L'église Saint-Sébastien, sur la Linzergasse, est consacrée aux liturgies en latin. Son cimetière, le cimetière Saint-Sébastien, abrite la tombe de Constance Mozart, veuve du musicien.
- Église de la Trinité : chef-d'œuvre de Fischer von Erlach.
- Église Saint-Gaëtan : église baroque au sud de la vieille ville.

### Rues

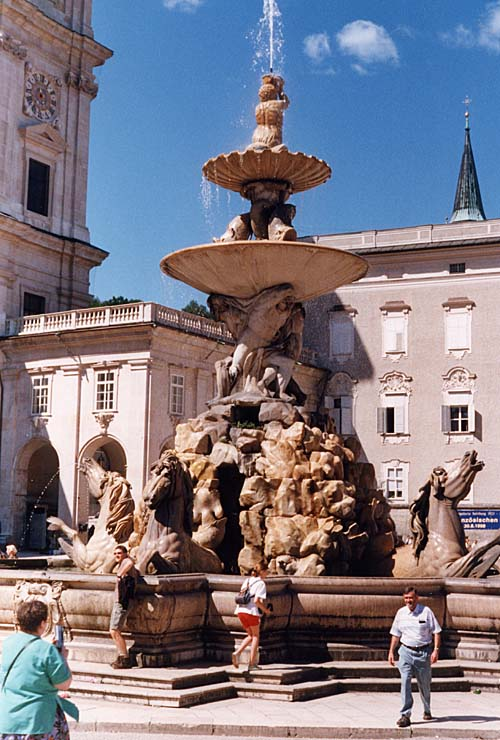
Residenzbrunnen, fontaine à Salzbourg.

Mais ce qui donne aussi tout son charme à Salzbourg, ce sont les rues de la vieille ville, véritable dédale composé de maisons et échoppes anciennes tout à fait remarquables. Les seules voitures que l'on y croise sont des fiacres. Les rues les plus célèbres sont la Goldgasse, la Judengasse et surtout la Getreidegasse, rue commerçante dont les magasins sont reconnaissables grâce à leurs enseignes en fer forgé doré. On y trouve la maison où Mozart vécut les 19 premières années de sa vie.

### Alentours
La forteresse de Hohensalzburg, située sur la colline de Festungsberg et surplombant la ville depuis le XIe siècle est la plus grande d'Europe. On peut y monter à pied ou par le funiculaire construit au XXe siècle.
Sur cette colline on trouve également le couvent de Bénédictines Nonnberg, de jolies villas privées, le musée d'art moderne, la muraille protégeant la ville ainsi que plusieurs terrasses offrant un magnifique aperçu sur la ville.
En dehors de la vieille ville, on peut admirer le château Mirabell et ses jardins. L'ensemble a été construit par le prince-archevêque Wolf Dietrich en l'honneur de sa maîtresse Salomé. On y trouve aujourd'hui la mairie avec le célèbre escalier des mariages.
Au nord se trouve le château de Klessheim, et plus au sud on trouve les châteaux d'Hellbrunn avec parc, fontaines, jeux d'eau, zoo et réserve de chasse, mais aussi celui de Léopoldskron, où fut tournée une partie du film La Mélodie du bonheur, et enfin celui d'Anif.

### Musées

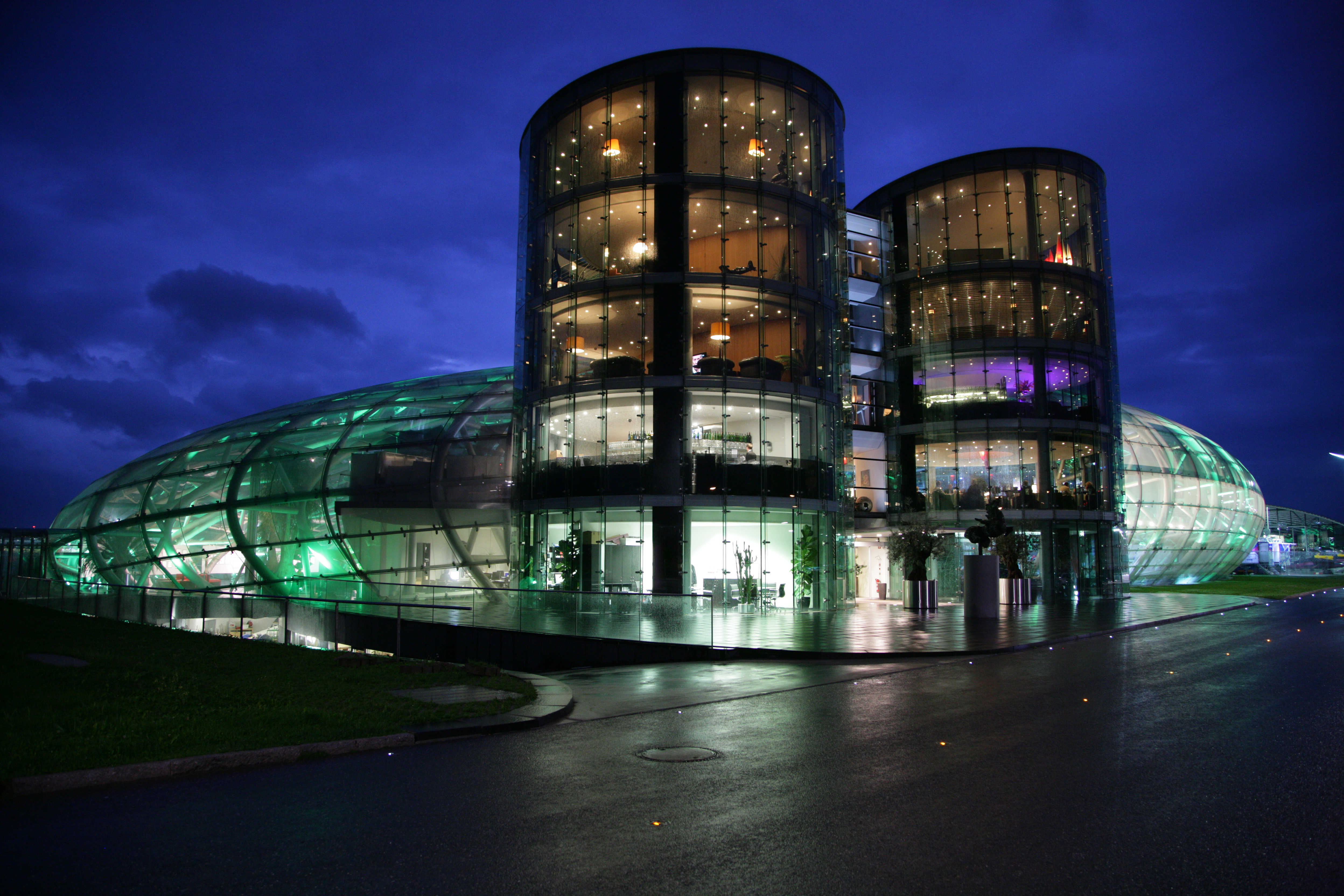
Le 'Hangar-7' de nuit.

- Le musée sur la Mönchsberg, le musée de l'art moderne
- Residenzgalerie, galerie de peinture du 16e au 19e siècle
- Salzburg Museum, musée d'art et d'histoire de l'art
- Haus der Natur Salzburg : « maison de la nature », en fait le musée d'histoire naturelle de Salzbourg
- Dommuseum Salzburg : musée de la cathédrale de Salzbourg
- Mozarts Geburtshaus, la maison natale de Mozart
- Mozart Wohnhaus, la deuxième maison de Mozart
- Le Hangar-7 : le Red Bull Hangar 7 est un bâtiment nouveau et très moderne, financé par Dietrich Mateschitz; on y trouve un musée des avions (des avions historiques, des hélicoptères historiques et des bolides‚ Formule 1’ historiques), un café, un bar et le restaurant Ikarus, situé à l'Aéroport de Salzbourg
- Stille Nacht Museum : alentours de Salzbourg
- Salzburger Freilichtmuseum : musée montrant d'anciennes maisons en plein air, aux alentours de Salzbourg
- Spielzeug Museum : musée du jouet

## Culture
Salzbourg a connu une période florissante sous les princes-archevêques, accueillant des artistes de l'Europe entière, et son centre-ville est un chef-d'œuvre d'art gothique et baroque. Parmi les plus grands artistes que Salzbourg ait abrités entre ses murs, Wolfgang Amadeus Mozart est de loin le plus célèbre, et il est devenu l'emblème de la ville.
De nombreux festivals ont lieu toute l'année, produisant des concerts presque quotidiennement. Le festival le plus renommé est sans doute le Festival de Salzbourg (Salzburger Festspiele), fondé en 1920 par Max Reinhardt et Hugo von Hofmannsthal, qui a lieu chaque année de fin juillet à fin août. Concerts, opéras et pièces de théâtre alternent pendant un mois. Un Festival de Pentecôte a lieu depuis 1973.

En 1967, le chef d'orchestre Herbert von Karajan, né à Salzbourg en 1908, crée le Festival de Pâques (Salzburger Osterfestspiele), indépendant du festival d'été : un nouvel opéra est présenté chaque année avec quelques concerts, l'Orchestre philharmonique de Berlin étant dans la fosse. 

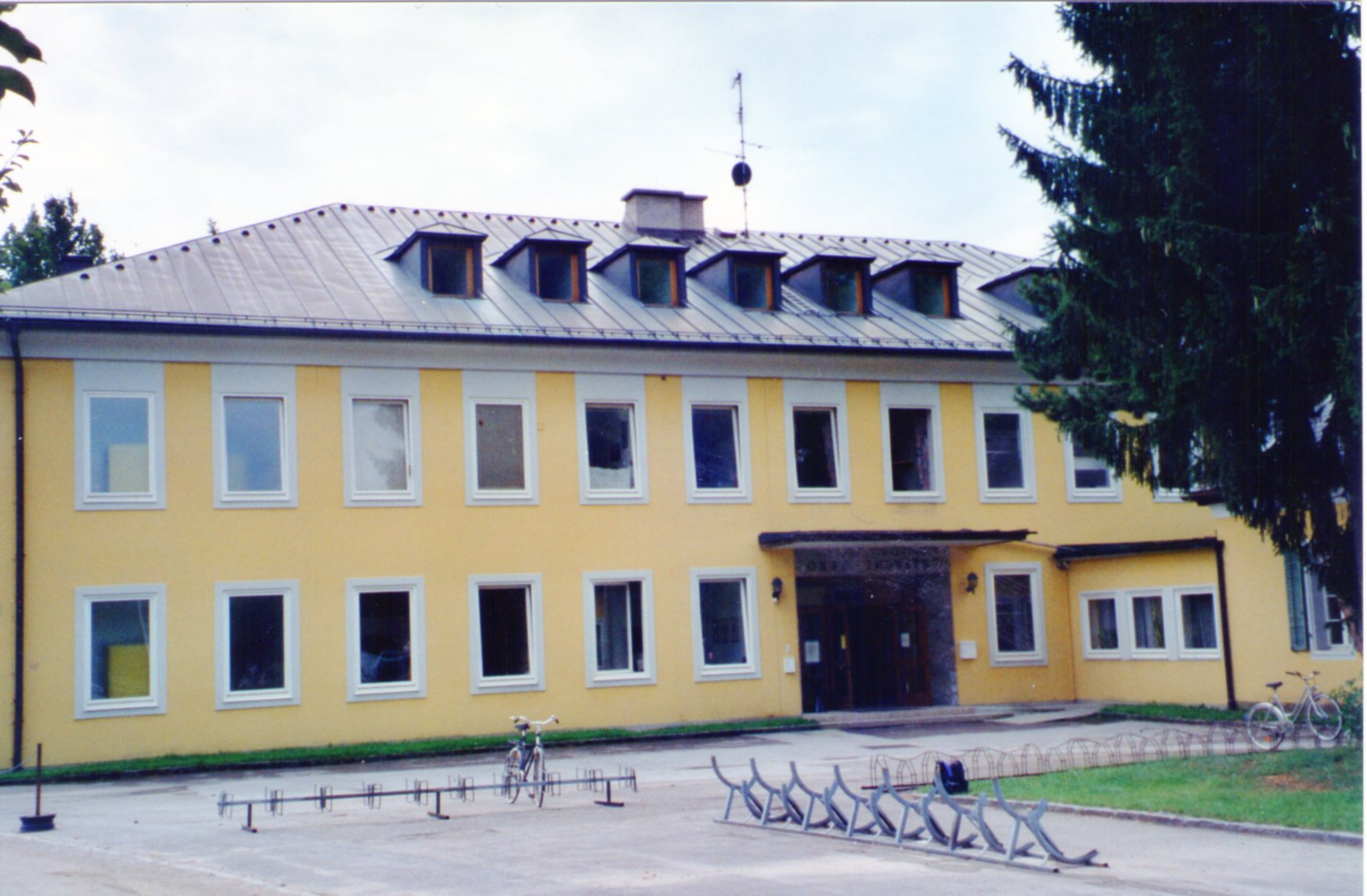
Bâtiment de l’Institut Orff à Salzbourg.

Ces deux festivals ont lieu dans des salles aménagées par Clemens Holzmeister dans d'anciens bâtiments baroques, qui forment le « quartier du Festival » (Festspielbezirk) : le Grand Palais des festivals (Großes Festspielhaus), la Maison de Mozart (Haus für Mozart, ancien Petit Palais des festivals) et le Manège des rochers (Felsenreitschule).
Mozart est continuellement honoré à travers, par exemple, les Sérénades de Mozart, ensemble de concerts s'étalant de mai à décembre, et des festivals plus ponctuels comme le Mozart-Bach Festival ou le festival de musique de chambre. L'institution qui porte son nom, le Mozarteum, est connue bien au-delà des frontières de l'Autriche.

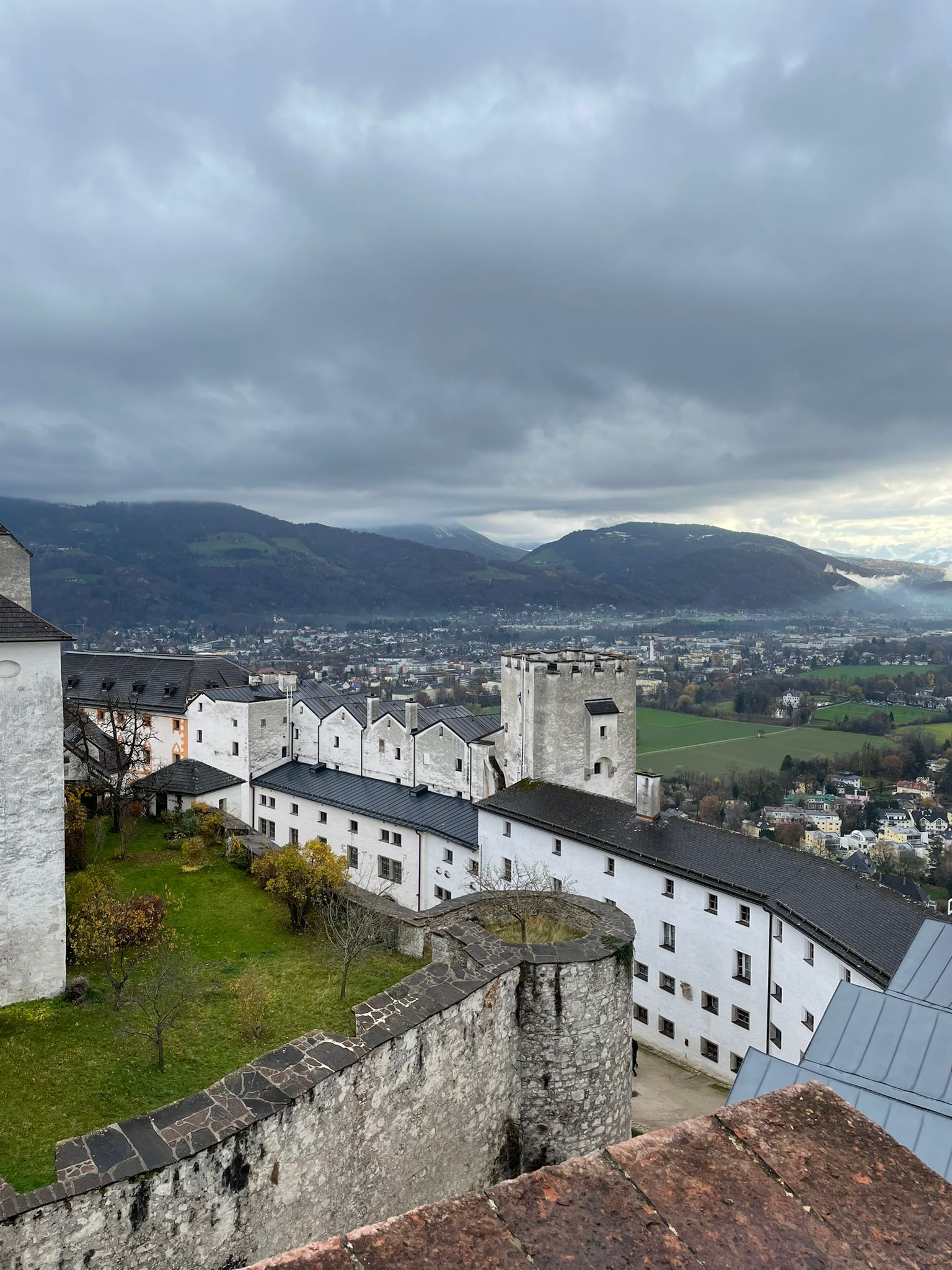
Vue de Salzbourg à partir de la forteresse du Hohensalzburg

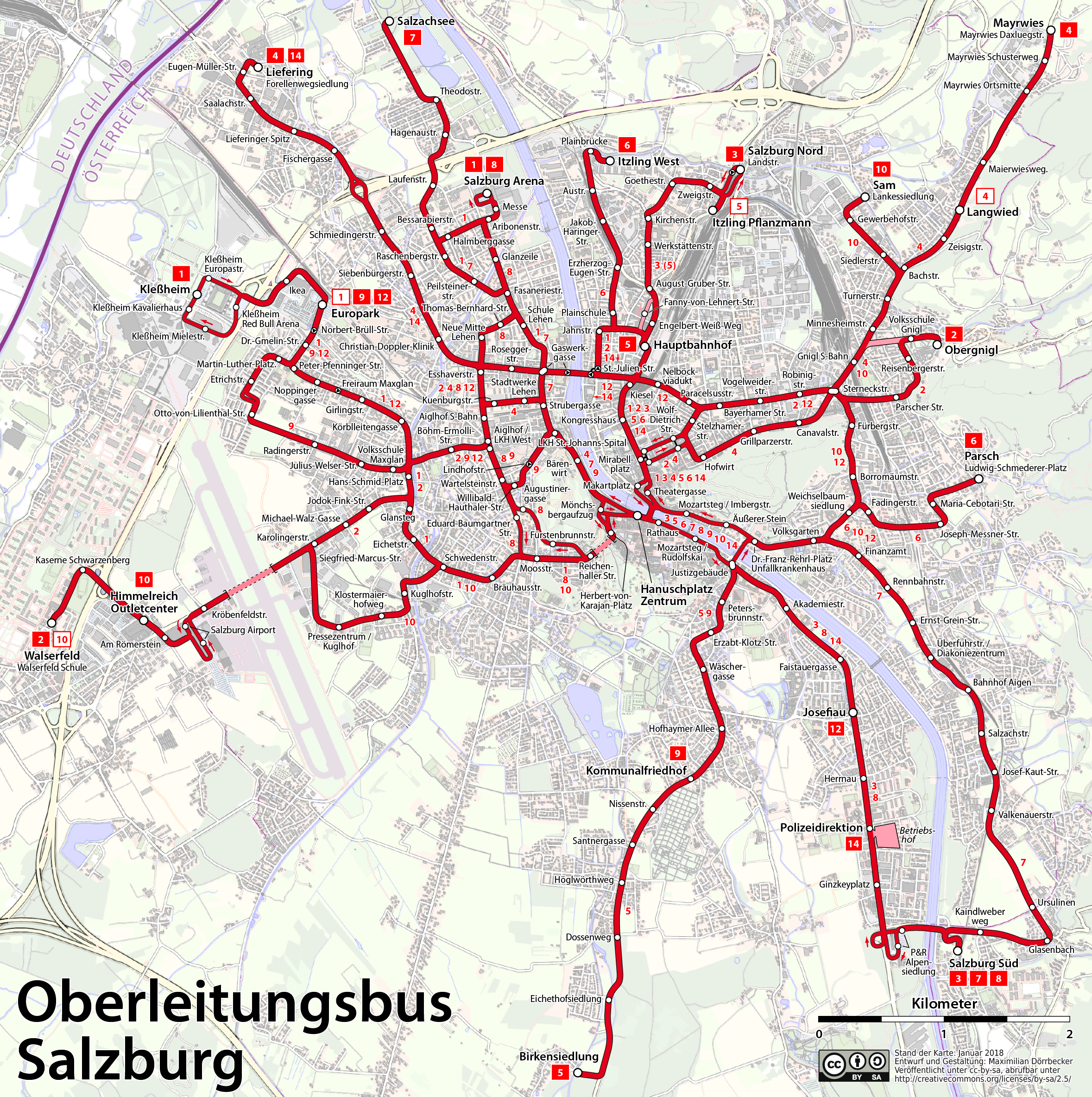
Plan du réseau de trolleybus.

Des musiciens du monde entier viennent étudier à la prestigieuse école de musique du Mozarteum où des concerts et opéras ont lieu chaque soir.

## Transport
- L'aéroport de Salzbourg, à 2 kilomètres de la ville, est le deuxième aéroport d'Autriche. Il est desservi par les lignes intérieures, les vols internationaux et les vols longs courriers d'un grand nombre de compagnies aériennes.
- La gare centrale est desservie par de nombreux trains internationaux, nationaux et régionaux.
- Les transports urbains sont assurés par huit lignes de trolleybus. Le réseau de trolleybus de Salzbourg compte parmi les plus importants d'Europe.

## Économie

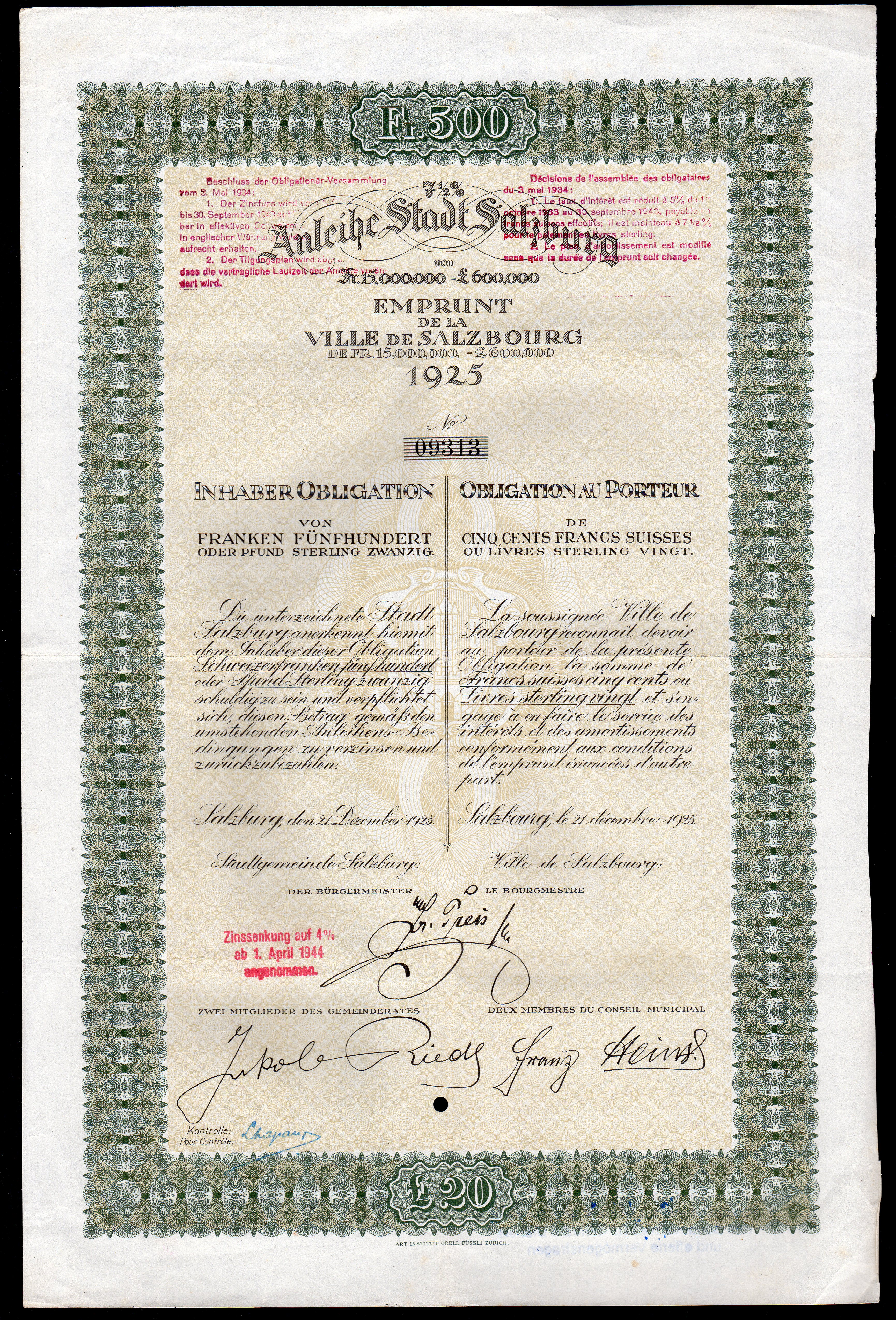
Obligation au Porteur de la ville de Salzbourg en date du 21 décembre 1925.

Salzbourg accueille le siège autrichien de Schloetter, entreprise spécialisée dans la galvanisation de métaux.

## Personnalités liées à la commune
De nombreuses célébrités y sont nées ou y ont vécu, dont voici quelques noms :

### Musiciens
- Mönch von Salzburg (XIVe siècle), prêtre, compositeur d'importance du Moyen Âge à la cour de l'archevêque de Salzbourg
- Paul Hofhaimer (1459-1537), compositeur et organiste autrichien, mort à Salzbourg
- Johann Stadlmayr (ca. 1575-1648), compositeur, de 1603 à 1607 chef d'orchestre à la cour de Salzbourg
- Bartholomäus Riedl († 1688), compositeur et trompette à Salzbourg
- Heinrich Ignaz Franz Biber (1644-1704), violoniste et compositeur baroque, mort à Salzbourg
- Georg Muffat (1653-1704), il a composé à Salzbourg pendant quelques années
- Leopold Mozart (1719-1787), père de Wolfgang Amadeus : il a composé au service de l'archevêque de Salzbourg
- Maria Anna Mozart (1751-1829) sœur de W.A. Mozart, pianiste, née à Salzbourg
- Wolfgang Amadeus Mozart (1756-1791), compositeur, né à Salzbourg
- Michael Haydn (1737-1806), frère de Josef, mort à Salzbourg
- Sigismond von Neukomm (1778-1858), compositeur autrichien
- Joseph Mohr (1792-1848), prêtre et écrivain, en 1816, auteur de « Douce nuit, sainte nuit »
- Joseph Messner (1893-1969), prêtre, musicien et compositeur autrichien
- Cesar Bresgen (1913-1988), compositeur autrichien, né à Salzbourg
- Herbert von Karajan (1908-1989), chef d'orchestre autrichien, né à Salzbourg
- Belphegor, groupe autrichien de death / black metal
- Carl Orff (1895-1982), compositeur allemand, à partir de 1961 chef de l'Institut Orff à Salzbourg
- Maria von Schmedes (1917-2003), chanteuse autrichienne morte à Salzbourg
- Martin Grubinger (* 1983), multipercussionniste autrichien, né à Salzbourg
- Benjamin Herzl (* 1994), violoniste autrichien, né à Salzbourg

### Écrivains
- Stefan Zweig (1881-1942), écrivain autrichien, il a vécu à Salzbourg de 1919 à 1933
- Georg Trakl (1887-1914), poète autrichien né à Salzbourg
- Thomas Bernhard (1931- 1989), écrivain et dramaturge autrichien, reçut son éducation à Salzbourg
- Walter Kappacher (1938-2024), écrivain autrichien né à Salzbourg
- Peter Handke (* 1942), écrivain et traducteur autrichien, a vécu à Salzbourg de 1979 à 1987

### Scientifiques
- Theophrastus Bombastus von Hohenheim (Paracelse) (1493 ou en 1494-1541), mort à Salzbourg
- Christian Doppler (1803-1853), mathématicien et physicien autrichien, célèbre pour sa découverte de l'effet Doppler, né à Salzbourg
- Michael Schwarz (* 1929), islamologue et chercheur de la philosophie juive, né à Salzbourg

### Acteurs
- Helmut Berger (1944-2023), acteur autrichien, a vécu à Salzbourg de 2004 jusqu'à sa mort.

### Peintres
- Josef Bergler
- Franz Hinterholzer (1851-1928) né et mort à Salzbourg, peintre paysagiste
- Hans Makart (1840-1884), né à Salzbourg
- Lucas Suppin (1911-1998), décédé à Salzbourg

### Autres
- Aglaia Konrad (28 janvier 1966-), femme photographe, artiste visuelle et vidéaste.
- Franz Martin (1882-1950), historien de l'art et historien de région né et mort à Salzbourg
- Félix Baumgartner, parachutiste et sauteur extrême, né à Salzbourg
- Thomas Eder, footballeur autrichien né le 25 décembre 1980
- Robert Jungk (1913-1994), écrivain, journaliste et futurologue, il est récipiendaire du Prix Nobel alternatif en 1986. Il est décédé à Salzbourg
- Joseph Adam Lorentz (1734-1801) médecin militaire français, mort à Salzbourg
- Roland Ratzenberger (1960-1994), pilote autrichien de course automobile, né à Salzbourg
- Robert Ritter von Greim, officier allemand de l'Armée de terre et de l'air mort à Salzbourg en 1945
- Arno Tausch, politologue autrichien né à Salzbourg

## Salzbourg dans les arts
Plusieurs films ont été tournés à Salzbourg, notamment :
- La Mélodie du bonheur (The Sound of Music, 1965) de Robert Wise avec Julie Andrews ;
- Ich hätte München Ehre gemacht (J'aurais rendu gloire à Munich, 2005) de Bernd Fischerauer avec Xaver Hutter, téléfilm sur Mozart ;
- Night and Day de James Mangold (2010) avec Tom Cruise et Cameron Diaz.

Salzbourg apparaît aussi dans la troisième saison de la série télévisée de la BBC, His Dark Materials : À la croisée des mondes, où elle censé représenter le siège du Magisterium à Genève.

## Jumelage
- Reims (France), 1964

## Sport

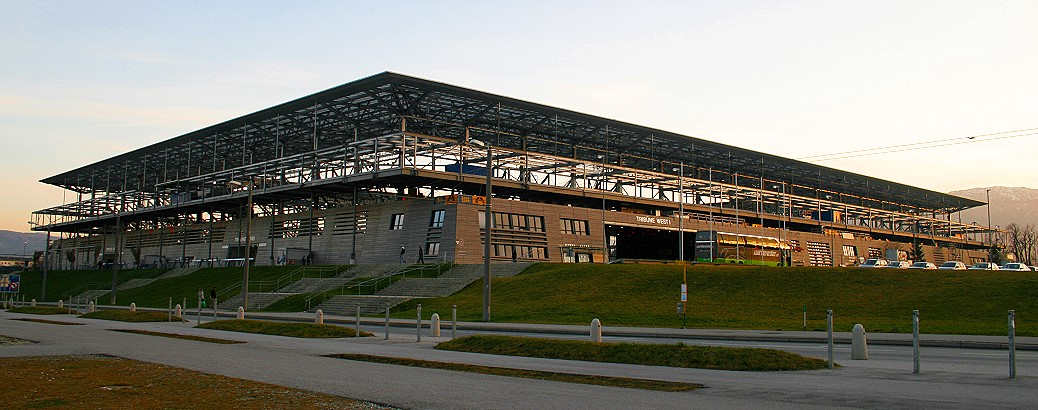
La Red Bull Arena, où évoluent le Red Bull Salzbourg et le FC Liefering, les deux clubs de football autrichiens du groupe Red Bull, dont le siège est à Salzbourg.

- La ville abrite le siège de l'Union internationale de biathlon.
- L'espace Salzburg Amadé Sport World est le plus grand domaine skiable d'Europe.
- Le Red Bull Salzbourg, le SV Austria Salzbourg et le FC Liefering sont les trois principaux clubs de football de la ville. Le Red Bull Salzbourg et le FC Liefering appartiennent au groupe Red Bull, dont le siège est à Salzbourg. Ces deux clubs jouent leurs rencontres à domicile à la Red Bull Arena, inauguré en 2003.
- La ville a accueilli les championnats du monde de cyclisme sur route en 2006.

## Divers
- Spécialités culinaires : les Mozartkugeln (Boules de Mozart, chocolats ronds fourrés) et les Salzburger Nockerln (dessert soufflé crémeux).
- L'Europrix, un festival de multimédias, a lieu tous les ans à Salzbourg.
- Salzbourg n'a pas été retenu par le CIO pour les Jeux olympiques d'hiver de 2014, au bénéfice de Sotchi.
- Radiofabrik émet depuis Salzbourg.
- Worakls a composé une musique nommée Salzburg, sortie en juillet 2014.